# 道孚县

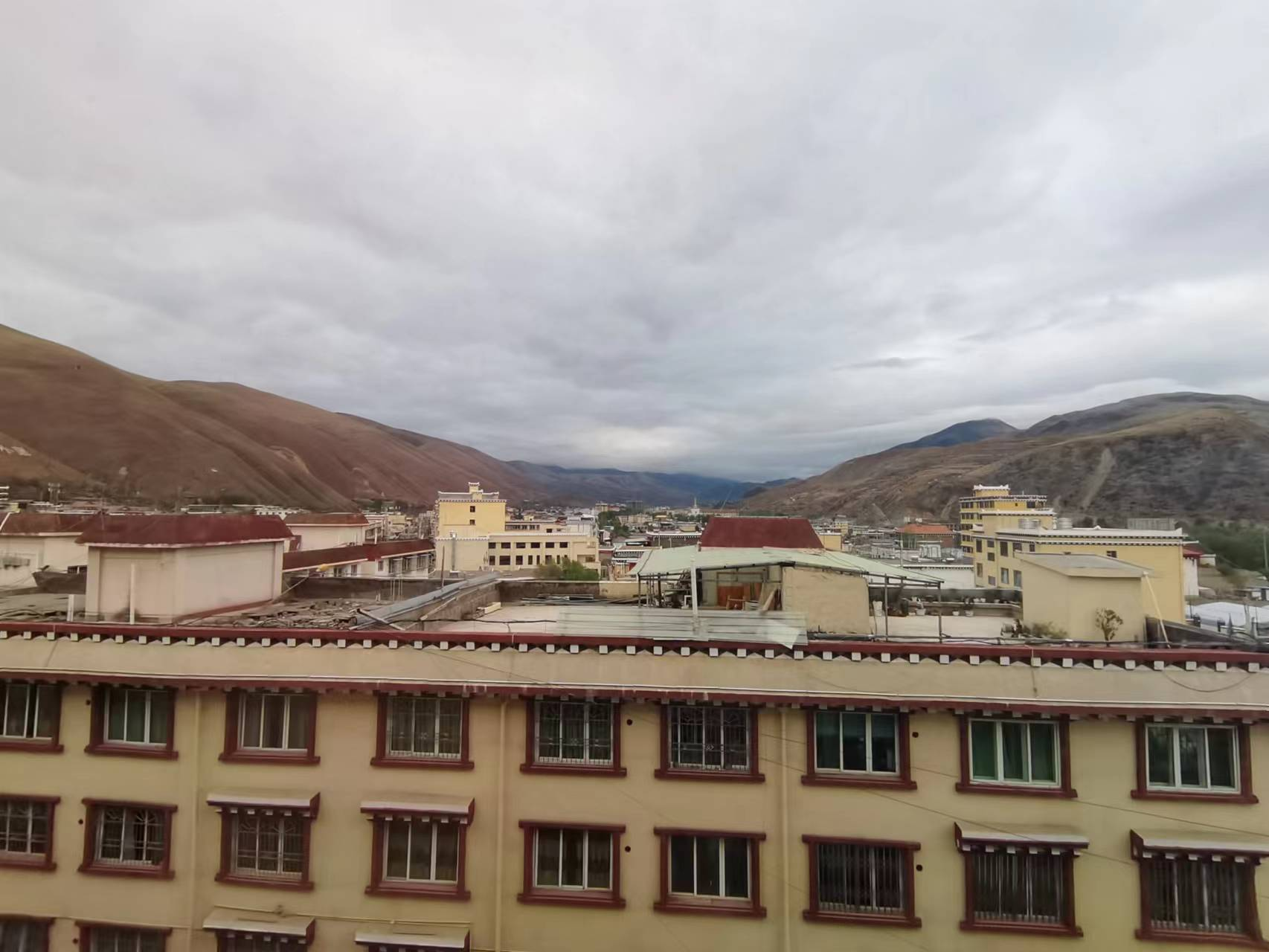
道孚县城景观

道孚县（藏語：རྟའུ་རྫོང，威利转写：rta 'u rdzong，藏语拼音：Da'u Zong或Dawu Zong），位于中华人民共和国四川省甘孜藏族自治州东北部，东与丹巴县，西同新龙县，南和康定县、雅江县，北与炉霍县及阿坝州的金川县、壤塘县接壤。县城位于鲜水镇，距州府康定219公里，离成都585公里。境内面积7546平方公里。常住人口53378人（2020年11月1日第七次人口普查）。道孚旧称“道坞”，在藏语中是“马驹”的意思。

## 历史
道孚在隋朝为附国属地。唐朝时归属吐蕃。明朝属长河鱼通宁远宣慰司（明正土司）。
清朝康熙四十年（1701年），清廷册封境内十土百户。雍正七年（1729年），境内由明正、丹东、麻书、孔撒四土司分治。宣统三年（1911年），该地设置道坞设治局。
1912年，成为道坞县，1913年，更名为道孚县，属川边特别行政区。1925年（民国14年）改为西康特别行政区。1935年（民国24年），在道孚设立了西康宣慰使公署。1936年，中国工农红军长征经过道孚，在这里成立了道孚县博巴政府，以及各乡级的博巴政府。1939年，属西康省第一行政督察区。

中華民國時期，道孚縣屬西康省管轄

1950年，道孚归西康省藏族自治州。1955年，西康省撤销后，道孚划归四川省甘孜藏族自治州，1978年临近的宁县撤销，所辖协德、扎坝2区划归道孚县。
1981年1月24日，道孚发生6.8级地震，造成大约150人死亡，300多人受伤。地震也导致极大破坏，但仅限于周遭地区。

## 地理
道孚县地处川西北高山高原区，属于大雪山山脉的北段，地形复杂。地势东北高，东南低，境内最高点海子山（俗称：垭拉神山）海拔5820米，南部河谷地区最低处为2670米。大雪山是境内的南北分水岭。岭北的沙冲河、玉曲河等向东北汇入大渡河水系；岭南的鲜水河、柳日河、庆大河等向东南汇入雅砻江水系。道孚县属于青藏高原亚湿润气候区，高原河谷寒温带气候。年平均气温为7.8度 ，1月平均气温2.5度 ，7月平均气温16度，年降水量569毫米。 当地植被多为亚热带高山常绿叶林，及高原寒温带草原。除有冷杉、云杉、铁杉、柏木、桦木等树种外，还有国内少有的垭拉红杉原始森林；境内有獐、豹、白唇鹿、小熊猫、猕猴、白马鸡、羚羊等几十种珍贵动物。
道孚县八美镇境内的八美石林是中国少见的糜棱岩土石林。八美石林通常成簇状突出于地面，外形尖耸，颜色深黑，与周围的高原草原形成鲜明对比，与华南的石灰岩喀斯特石林相比有着不同的风格。

### 气候
| 道孚 (1981−2010)     | 道孚 (1981−2010) | 道孚 (1981−2010) | 道孚 (1981−2010) | 道孚 (1981−2010) | 道孚 (1981−2010) | 道孚 (1981−2010) | 道孚 (1981−2010) | 道孚 (1981−2010) | 道孚 (1981−2010) | 道孚 (1981−2010) | 道孚 (1981−2010) | 道孚 (1981−2010) | 道孚 (1981−2010) |
| 月份                 | 1月              | 2月              | 3月              | 4月              | 5月              | 6月              | 7月              | 8月              | 9月              | 10月             | 11月             | 12月             | 全年             |
| -------------------- | ---------------- | ---------------- | ---------------- | ---------------- | ---------------- | ---------------- | ---------------- | ---------------- | ---------------- | ---------------- | ---------------- | ---------------- | ---------------- |
| 平均高温 °C（°F）    | 10.0 (50.0)      | 12.3 (54.1)      | 15.2 (59.4)      | 17.9 (64.2)      | 21.1 (70.0)      | 22.7 (72.9)      | 24.0 (75.2)      | 23.8 (74.8)      | 21.6 (70.9)      | 18.1 (64.6)      | 13.7 (56.7)      | 10.2 (50.4)      | 17.5 (63.6)      |
| 日均气温 °C（°F）    | −1.6 (29.1)      | 1.8 (35.2)       | 5.6 (42.1)       | 9.0 (48.2)       | 12.6 (54.7)      | 15.0 (59.0)      | 16.1 (61.0)      | 15.7 (60.3)      | 13.3 (55.9)      | 8.9 (48.0)       | 2.8 (37.0)       | −1.5 (29.3)      | 8.1 (46.7)       |
| 平均低温 °C（°F）    | −9.6 (14.7)      | −6.3 (20.7)      | −2.1 (28.2)      | 1.8 (35.2)       | 5.7 (42.3)       | 9.5 (49.1)       | 10.9 (51.6)      | 10.4 (50.7)      | 8.2 (46.8)       | 3.0 (37.4)       | −4.4 (24.1)      | −9.0 (15.8)      | 1.5 (34.7)       |
| 平均降水量 mm（）    | 1.6 (0.06)       | 3.2 (0.13)       | 11.6 (0.46)      | 29.1 (1.15)      | 64.2 (2.53)      | 135.6 (5.34)     | 118.3 (4.66)     | 103.2 (4.06)     | 104.2 (4.10)     | 36.5 (1.44)      | 4.8 (0.19)       | 1.0 (0.04)       | 613.3 (24.16)    |
| 平均相對濕度（％）   | 46               | 44               | 48               | 53               | 58               | 68               | 71               | 70               | 71               | 67               | 57               | 51               | 59               |
| 来源：中国气象数据网 |                  |                  |                  |                  |                  |                  |                  |                  |                  |                  |                  |                  |                  |

## 行政区划
道孚县下辖7个镇、12个乡：
鲜水镇、八美镇、亚卓镇、玉科镇、仲尼镇、泰宁镇、瓦日镇、麻孜乡、孔色乡、葛卡乡、扎拖乡、下拖乡、木茹乡、甲斯孔乡、七美乡、银恩乡、龙灯乡、色卡乡和沙冲乡。

## 人口
2000年人口普查数据，道孚县总人口为44848人，有藏、汉、羌、回、苗等16个民族，其中以藏族为主体，约占总人口的89%，多信仰藏传佛教。

## 交通
- 350国道过境。

## 语言
道孚县语言种类丰富，有保存古音相当完好的藏语道孚话，以及藏缅语族的道孚语、扎巴语等语言。

## 文化

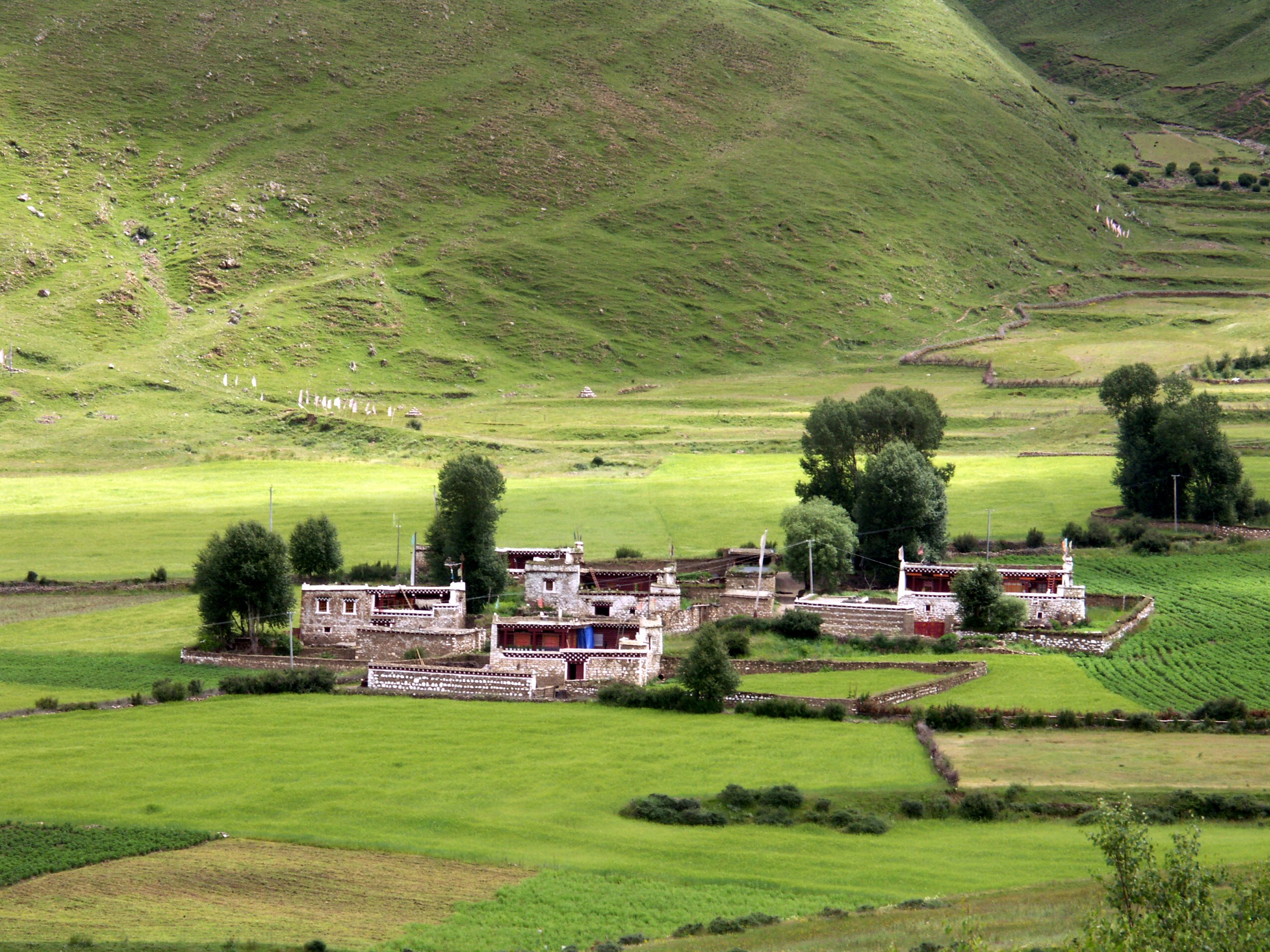
惠远寺附近的农村民居院落

道孚县及其所属的甘孜藏族自治州，属于康巴藏区，风俗习惯以康巴藏族文化为主。境内的垭拉神山是藏族文化中“世界形成之九神山”中的第二座，地位仅次于岗仁波钦神山。道孚的惠远寺是藏传佛教黄教的重要寺院，于清雍正七年（1792年）由清政府拨款为七世达赖格桑嘉措建造。格桑嘉措在此居住7年，以躲避入侵西藏的蒙古准噶尔部族。这里也是11世达赖克珠嘉措的出生地。道孚的藏式民居在藏区为人称道，其多为木质结构，内部装饰华丽，外墙颜色对比明快，是藏区民居建筑具有特色的代表。

## 特产
道孚大葱：中国地理标志产品。